# Thylamys elegans
Thylamys elegans e вид опосум от семейство Didelphidae.

## Географско разпространение
Обитава полите на Андите в района на централно Чили и вероятно малка част от Аржентина на надморска височина до 2500 m.

## Морфологични характеристики
Тялото е с дължина 106 - 121 mm, опашката 115 - 142 mm. Козината е със светлосива до светлобежова козина, като отстрани е по-светра, а към корема съвсем изсветлява. Около очите има черен пръстен, който е леко удължен напред към носа. Опашката е дебела в основата поради натрупването на мазнини.

## Хранене
Представителите на вида консумират основно членестоноги и техните ларви, но също така и плодове, малки гръбначни животни, вероятно и мърша.

## Размножаване
Размножителният период е от септември до март и обикновено раждат по два пъти годишно. Женските имат 19 броя сукални зърна. Раждат около осем до петнадесет малки.